# У Чэнъэнь
У Чэнъэ́нь (кит. трад. 吳承恩, упр. 吴承恩, пиньинь Wú Chéng'ēn; 1500—1582) — китайский писатель и поэт, живший во времена династии Мин.
Написанный У Чэнъэнем около 1570 года роман «Путешествие на Запад» стал началом жанра фантастической или героико-фантастической эпопеи. Повествование о похождениях Сунь Укуна — царя обезьян — стало одним из любимейших в Китае.

## Биография
У Чэнъэнь родился в Хуайане (провинция Цзянсу) в бедной семье, но получил хорошее образование. С детства отличался разносторонними талантами: умел рисовать, писать и играть в шахматы, писал стихи, коллекционировал книги и картины. Писатель также почитал народные предания и легенды, а потому собирал их на протяжении всей жизни и часто использовал в своем творчестве.
Несмотря на свои таланты, он неоднократно терпел неудачу на государственных экзаменах, поэтому жил бедно. Родители его выгодно женили, и ему пришлось заниматься торговлей. Сам же он тяготел к литературе, много читал конфуцианские книги. Также занимался написанием поминальных надписей, что было уважаемым занятием в то время. Он считал, что его талант недооценен, что выражалось впоследствии в его литературном творчестве.
В среднем возрасте ему все же удалось вступить в университет и получить должность в Пекине. Но работа ему не понравилась, и через некоторое время он её покинул. До конца жизни писатель занимался только литературной деятельностью. За это время написал много, как поэтических произведений, так и прозы. У писателя не было детей, и он провел всю жизнь в уединении.
Умер в полной безвестности и бедности в 1582 году.

## Путешествие на Запад
Наиболее известным произведением У Чэнъэня считается роман «Путешествие на Запад», который он опубликовал анонимно по политическим соображениям. В то время, когда жил писатель, было популярным копировать классическую литературу. Но У Чэнъэнь пошёл против такого подхода, написав «Путешествие на Запад» на народном говоре. Такой подход считался вульгарным. Из-за анонимной публикации романа авторство У Чэнъэня ставят под вопрос.
Роман «Путешествие на Запад» основан на народных легендах о путешествии буддийского монаха Сюаньцзана в Индию (VII в.). Роман постепенно превращается в аналог волшебной сказки — появляются дополнительные сюжеты и персонажи, не связанные с основной темой. Таким образом, сюжет легенды очень изменился. Его можно охарактеризовать как приключенческий и в то же время сатирический. Роман полон чудес и подвигов. У героя появляются «помощники» — царь обезьян Сунь Укун, сосланный на землю за устроенный им переполох в Небесном дворце, и свин Чжу Бацзе, также сосланный с небес за свои провинности. Царь обезьян Сунь Укун — персонаж героический, Чжу Бацзе — комический. Вместе с монахом Сюаньцзаном они образуют группу персонажей, демонстрирующих принципиально различную реакцию на одни и те же события.
В романе персонаж Сунь Укуна выходит на передний план. Буддийский монах почти лишён индивидуальности и скорее выступает как сатирический образ духовенства.
Роман трактуется по-разному: и как буддийское наставление, и как отражение народной борьбы, и как волшебная сказка, и как роман о поисках истины. Фантастические черты романа имеют аналогии с реальностью и, таким образом, выступают как обличители пороков общества.
Роман также интересен с культурологической точки зрения, так как изобилует описаниями жизни и быта средневекового Китая.
Роман стал очень популярен в Китае. Его неоднократно переделывали и дополняли. Сюжет романа стал источником многих интерпретаций для сцены традиционного китайского театра.

## Другие работы писателя
Кроме «Путешествия на Запад», У Чэнъэнь был автором многих стихов и рассказов, но большинство из них утеряны. Те, что сохранились, были собраны в 4 тома под названием «Сохранившиеся рукописи учителя Шэ Яна».
Его поэзия и проза считаются критическими, в своих произведениях он обличал аморальность общества. Один из его стихов описывает автора как бунтаря. Поэзия У Чэнъэня отличается выразительностью эмоций. Но даже стихи, которые он публиковал под собственным именем, не вполне придерживались классического стиля.
Писатель гордился реалистическими формами своих работ, даже в его фантастике содержался элемент реализма.